# رانسارت (باد كاليه)
رانسارت، باد كاليه (بالفرنسية: Ransart, Pas-de-Calais)‏ هي بلدية تقع في إقليم باد كاليه من منطقة نور با دو كاليه في شمال فرنسا. تبلغ مساحة هذه المدينة 7.45 (كم²)، وترتفع عن سطح البحر 108 م، يبلغ عدد سكانها 381 نسمة حسب إحصاء المعهد الوطني للإحصاء والدراسات الاقتصادية سنة 2009 م. وترأس Betty Contart البلدية خلال فترة (2008-2014).